# كريستل باسكال
كريستل باسكال (بالفرنسية: Christel Pascal)‏ هي متزحلقة فرنسية، ولدت في 6 أكتوبر 1973 في غب بروانس آلب كوت دازور في فرنسا.

## وصلات خارجية
- الموقع الرسمي
- كريستل باسكال على موقع الاتحاد الدولي للتزلج (التزلج على المنحدرات الثلجية) (الإنجليزية)
- كريستل باسكال على موقع أوليمبيديا (الإنجليزية)